# The Flea Theater
Le Flea Theatre, fondé en 1996, est un théâtre du quartier de TriBeCa de New York. 
Il présente principalement du nouveau théâtre américain et offre aux stars de cinéma un lieu pour jouer sur une très petite scène (74 places), ainsi qu'une petite « black box (en) » pour des  nouvelles œuvres ou expérimentales. Le théâtre est fondé par Jim Simpson, Mac Wellman et Kyle Chepulis. The Flea est rapidement acclamé pour les productions originales de la pièce d'après-11 septembre The Guys et les œuvres politiques d'A.R. Gurney. Selon le New York Times, « Depuis sa création en 1996, The Flea a présenté plus de 100 pièces de théâtre et de nombreux spectacles de danse et de musique live. Sous la direction du directeur artistique Jim Simpson et du directeur de production Carol Ostrow, The Flea est l'une des principales sociétés Off-Off-Broadway de New York ».

## Histoire
Fondé en 1996, The Flea Theater est formé à partir de l'impulsion purement artistique de créer « un enfer joyeux dans un petit espace ». « Peu de temps après, une mission plus formelle est née : présenter un travail distinctif qui élève les standards du Off-Off-Broadway pour les artistes et le public... Non institutionnel et résolument non commercial, The Flea incarne l'esprit d'aventure et d'expérimentation qui a défini Off-Off-Broadway depuis sa création. Le Flea reçoit plus de 17 000 visiteurs chaque année ». En mars 2015, The Flea annonce que Niegel Smith prendrait la relève de Jim Simpson en tant que nouveau directeur artistique.
Les temps forts de la production incluent Oh the Humanity and Other Exclamations du finaliste de prix Pulitzer Will Eno, avec Marisa Tomei et Brian Hutchison. Cette collection transcendante de cinq courtes pièces s'est prolongée jusqu'à l'hiver 2008. Une autre production à succès est Mme. Farnsworth, une comédie politique d'actualité écrite spécialement pour The Flea par le dramaturge A. R. Gurney. Interprété par le duo Sigourney Weaver et John Lithgow, Mrs. Farnsworth remporte des critiques élogieuses et revient à The Flea pour un rappel spécial à l'automne. Pendant deux années consécutives, le New York Times a nommé une des productions du Flea comme étant l'un des meilleurs spectacles Off-Broadway de la saison — O Jerusalem en 2003 et Mrs. Farnsworth en 2004. En 2009 le Flea produit The Great Recession, six pièces commandées par le théâtre qui explorent l'impact de la crise économique sur la jeune génération.

## Prix et reconnaissance
En 2010, The Flea a reçu la bourse de la National Theatre Company de l'American Theatre Wing.